# هزارتو

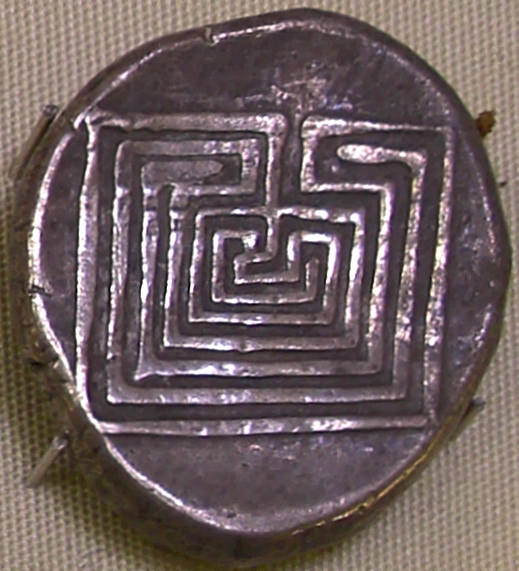
سکه نقره‌ای از کنوسوس با طرح هفت‌حلقه‌ای «کلاسیک» هزارتو، ۴۰۰ پیش از میلاد.

هزارتو یا لابیرینت (یونانی باستان: Λαβύρινθος) در افسانه‌های یونانی، نام سازه‌ای بوده که صنعتگری به نام دایدالوس به سفارش شاه مینوس پادشاه کرت ساخت تا مینوتور هیولایی با سر و دم گاو و بدن مرد را در آن نگاه دارد. بعداً پهلوان آتنی، تسئوس به هزارتو راه پیدا کرد و مینوتور را کشت. هزارتو معماری جادویی داشته و همه نقشه‌هایی که از آن کشیده شده به جایی ختم نمی‌شوند.

## نگارخانه

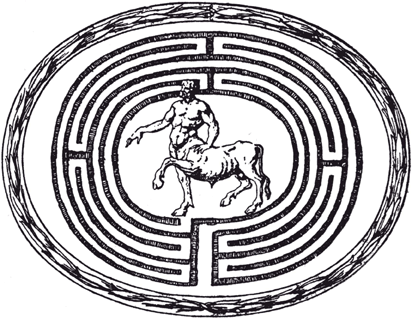
مینوتور در مرکز هزارتو، روی گوهری متعلق به قرن شانزدهم.
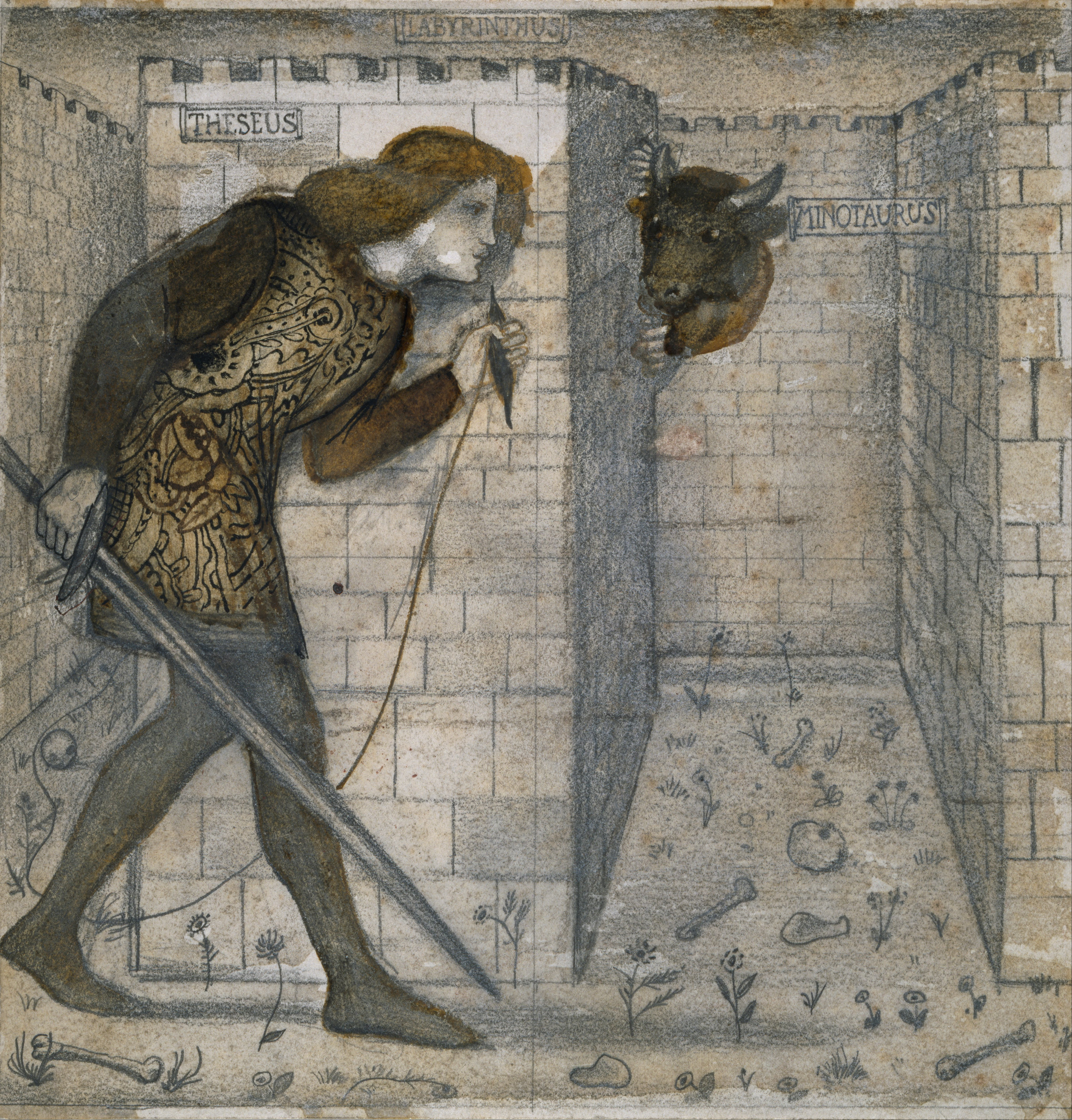
تسئوس در هزارتوی مینوتور، اثر ادوارد بورن-جونز، ۱۸۶۱